# سویه آلفای سارس کووید ۲

کشورهایی که موارد تأیید شده VOC-2020/12/01 را دارند

واریانت یا سویه آلفای کروناویروس سندرم حاد تنفسی ۲ که با نام‌های کرونای انگلیسی و (lineage B.1.351)نیز شناخته می‌شود، نوعی از کروناویروس سندرم حاد تنفسی ۲ است که باعث ابتلا به کووید ۱۹ در فرد می‌شود. این نوع ویروس اولین بار در اکتبر سال ۲۰۲۰ در طی دنیاگیری کووید-۱۹ در انگلستان از یک نمونه گرفته شده شناسایی شد. و به سرعت در اواسط دسامبر ۲۰۲۰ شروع به گسترش کرد. این شیوع با افزایش میزان عفونت کووید ۱۹ در انگلستان مرتبط است. این نوع ویروس از نظر تعداد جهش‌های موجود در مقایسه با روند ثبت شده تاکنون نیز قابل توجه است.
این گونه جدید کروناویروس ۱۷ جهش دارد که مهم‌ترین آن N501Y در پروتئین اسپایک است. ویروس، از پروتئین اسپایک خود، برای ارتباط با گیرنده ACE۲ بدن انسان و ورود به سلول‌ها استفاده می‌کند. جهش در این پروتئین می‌تواند موجب افزایش قابلیت عفونت‌زایی و پخش ویروس شود.